# Masasneh
Masasneh (tiếng Ả Rập: مصاصنة) là một ngôi làng Syria nằm trong tiểu khu Suran ở quận Hama. Theo Cục Thống kê Trung ương Syria (CBS), Masasneh có dân số 392 trong cuộc điều tra dân số năm 2004.